# John Douglas Woodward
Pour les articles homonymes, voir Woodward.

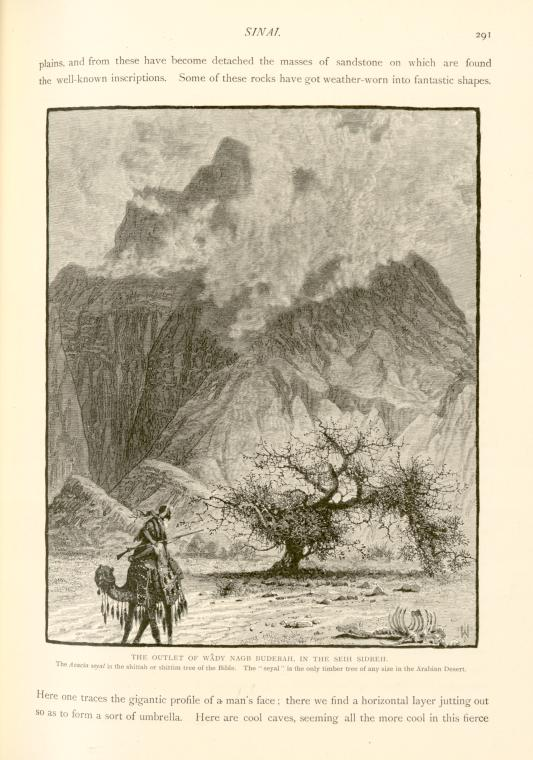
Un Bédouin devant un acacia (Vachellia seyal), plante aromatique appelée shittim par la Bible. Illustration de John Douglas Woodward, 1881.

John Douglas Woodward, né le 12 juillet 1846 dans le Comté de Middlesex (Virginie) et mort le 5 juin 1924 à New Rochelle, généralement appelé J.D. ou Douglas Woodward, est un peintre paysagiste et illustrateur américain, qui fut également voyageur et graveur.

## Biographie
John Douglas Woodward naît le 12 juillet 1846 dans le Comté de Middlesex (Virginie).
En 1849 sa famille part pour le Kentucky.
Il est élève de T. C. Welsch à Cincinnati. Il retourne en Virginie et étudie à Richmond en 1865-1866 auprès d'Edward Virginius Valentine, William Ludwell Sheppard et de John Adams Elder. Après une nouvelle période d'études à la Cooper Union de New York, il retourne à Richmond en 1870 et ouvre un studio au 409 Eighth Street.
Il illustre des livres de voyage, dont le plus remarquable reste Picturesque Palestine, Sinai, and Egypt, comprenant 4 volumes publiés par D. Appleton & Company entre 1881 et 1883, écrit par Charles William Wilson et principalement illustré par John Douglas Woodward et Harry Fenn, ouvrage qui résulte de leurs voyages durant les hivers de 1877–1878 et de 1878–1879. La somme comprend près de 400 dessins gravés.
John Douglas Woodward meurt le 5 juin 1924 à New Rochelle.